# Anne Charlotte Leffler
Anne Charlotte Edgren-Leffler, duquesa de Caianello (Estocolmo, 1 de octubre de 1849-Nápoles, 21 de octubre de 1892), fue una escritora sueca.

## Biografía
Ella era la hija del director de la escuela John Olof Leffler y de Gustava Wilhelmina Mittag. Su hermano fue el conocido matemático Gösta Mittag-Leffler. Leffler fue inicialmente educada en un establecimiento privado y luego fue estudiante del Wallinska skolan a partir de la edad de trece años, en ese momento tal vez la escuela más progresista abierta a mujeres en Estocolmo.
Su primer volumen de historias apareció en 1869, pero la primera a la que se atribuyó su nombre fue Ur lifvet ("De la vida", 1882), una serie de bocetos realistas de los círculos superiores de la sociedad sueca, seguidos por otras tres colecciones con el mismo título. Sus primeras obras, Skådespelerskan ("La actriz", 1873), y sus sucesoras, las escribió anónimamente en Estocolmo, pero en 1883 su reputación fue establecida por el éxito de Sanna qvinnor ("Mujeres Verdaderas") y En räddande engel ("Ángel de la Liberación"). Sanna Kvinnor atacó contra la falsa feminidad, y fue bien recibida en Alemania, así como en Suecia.
Leffler se casó con Gustav Edgren en 1872, pero hacia 1884 se separó de su marido, que no compartía sus opiniones. Pasó algún tiempo en Inglaterra, y en 1885 produjo Hur man gör gott ("Cómo se hace el bien"), seguido en 1888 por Kampen för lyckan ("La lucha por la felicidad"), con la que fue ayudada por Sofía Kovalévskaya. Otro volumen de la serie Ur Lifvet apareció en 1889, y Familjelycka ("Felicidad doméstica", 1891) fue lanzada al año siguiente a su segundo matrimonio, con el matemático italiano Pasquale del Pezzo, duque de Caianello.
Su escritura dramática forma un eslabón entre Ibsen y Strindberg, y su virilidad masculina, su ausencia de prejuicios y su franqueza le valieron en Suecia una gran estimación. Su último libro fue una biografía (1892) de su amiga Sofía Kovalévskaya, a modo de introducción a la autobiografía de Sonya. Una traducción inglesa (1895) de Annie de Furuhjelm y A. M. Clive Bayley contiene una nota biográfica sobre Fräu Edgren-Leffler de Lily Wolffsohn, basada en fuentes privadas.
Leffler murió en 1892 debido a complicaciones de su apendicitis en Nápoles, Italia.